# كينغ إرنست بيكر
كينغ إرنست بيكر (بالإنجليزية: King Ernest Baker)‏ هو مغني أمريكي، ولد في 30 مايو 1939 في ناتشيز في الولايات المتحدة، وتوفي في 5 مارس 2000 في سانتا ماريا في الولايات المتحدة بسبب حادث مرور.